# كانتون كيرو
كانتون كيرو (بالإنجليزية: Quero Canton)‏ هو كانتون في الإكوادور، يتبع مقاطعة تونغوراهوا.